# 팬톤
팬톤(PANTONE LLC.)은 다양한 산업 분야에 정확한 컬러 선정과 색채의 아름다움을 제공하고 있으며, 10,000가지 이상의 색을 시스템으로 체계화 한 세계적으로 권위 있는 기업이다. 미국 뉴저지주 칼스타트(Carlstadt)에 본사를 두고 있으며, 팬톤은 40년의 경험을 바탕으로 그래픽 디자인, 인쇄, 출판, 섬유 및 플라스틱 산업을 위한 컬러 커뮤니케이션 및 컬러 기술 분야의 선두를 달리고 있다. 팬톤 컬러는 가장 보편적으로 사용되는 표준이다.

## 역사
팬톤은 1950년대에 New Jersey주 Manoocie에 위치한 M&J Levine Advertising의 작은 인쇄 회사로서 시작되었다. 1956년, 창립자인 Mervin과 Jesse Levine 형제는 Hofstra 대학 졸업생인 로렌스 허버트(Lawrence Herbert)를 파트 타임 직원으로 고용했다. 허버트는 본인의 화학 전공을 살려 회사의 안료 재고 및 컬러 잉크 생산을 체계화하고 단순화하였다. 허버트는 잉크 및 인쇄 부문을 수익으로 운영하고 상업 광고 부문은 5만 달러의 부채를 짊어지고 있었다. 따라서 1962년, 허버트는 Levine 형제의 기술 자산을 5만 달러에 팬톤을 인수하였다. 1963년, 로렌스 허버트는 그래픽 아트 커뮤니티의 정확한 색상 매칭, 생산과 관련된 문제를 해결하기 위해 컬러 식별과 매칭, 컬러커뮤니케이션을 위한 혁신적인 시스템 팬톤 컬러매칭시스템(PMS:Pantone Matching System)을 만들었다. 1964년, 디자인 시장을 위한 팬톤 색 일람표(PANTONE Color Specifier)를 개발하면서 전세계 디자이너, 미술가, 제조업자 들이 공통으로 사용하는 색채의 언어의 시초가 되었다.
한편 2007년 10월, 팬톤은 색상 계측 장비 회사인 X-Rite Inc.에게 약 1억 8천만 달러에 인수되었다. 2000년부터 현재까지 매년 12월에 올해의 컬러(Color of the Year)를 선정·발표하고 있다.

## 주요 사업 내용

### 팬톤 매칭 시스템(PMS)
팬톤은 1,757색 색상표를 사용하여 전 세계 고객의 색상을 개발, 표준화 및 예측한다. 수 년 동안, 섬유, 플라스틱 및 디지털 기술 제조업체를 비록하여 컬러 비판적 요구 사항이 있는 다양한 산업에서 사용하기 위해 팬톤 매칭 시스템(PMS; Pantone Matching System)의 개념을 확장했는데, 그 기술은 1960년대 초 팬톤 창립자인 로렌스 허버트에 의해 도입된다.
1963년, 허버트는 그래픽아트 분야의 색상 매칭에 대한 어려움을 해결할 수 있는 혁신적인 색상 시스템을 개발하였다. 그는 보는 사람에 따라 색상의 스펙트럼이 다르다는 것을 깨닫고 본인의 화학 전공을 살려 최초 12개 기본 색소로 색의 배합을 만들어냈고, 이후 잉크색을 10개로 단순화해 각각의 색에 특정 기호와 번호를 부여, 인쇄 잉크 공식으로 정의했다. 이것이 팬톤 매칭 시스템이며, 부채 형태의 표준 컬러 책으로 출판되었다.
팬톤 색상은 할당된 번호(일반적으로 PMS라고 한다)로 표시된다. PMS 색상은 거의 브랜딩에 사용되며 정부 입법 및 군 표준에도 사용되었다. 2003년 1월, 스코틀랜드 의회는 스코틀랜드 국기의 파란색을 'Pantone 300'이라고 지칭하는 것에 대한 탄원서를 두고 논의했다. 또, 텍사스를 비롯한 미국의 주(州)들도 개개의 국기에 대한 법적인 PMS 색상을 설정했다.

### 팬톤 올해의 색
2000년부터 매해 12월마다 '올해의 색(Color of the year)'을 발표하고 있다. 일 년에 두 번 유럽의 수도에서 여러 국가의 컬러 표준 그룹의 대표자 모임을 개최한다. 2일 간의 발표와 논쟁 끝에 결국 다음 해의 색을 결정하게 된다. 회의 결과는 Pantone View($750 상당)에 게시된다.
또한, 팬톤이 '올해의 컬러'를 선정할 때 세계 경제 상황을 반영하였다는 주장도 제기되고 있다. 그 예로 2008년 미국발 글로벌 금융위기에서 찾을 수 있는데, 당시 '서브프라임 모기지 사태'에 전 세계가 휘청했었다. 미국의 금융기관들이 대출 규제를 낮춰 모기지(비우량주택담보대출)에 대한 수요가 점차 증가하여 주택 시장의 거품이 급격히 상승하였다. 전세계에서 이에 투자를 시작했으나 시장의 거품이 빠져나가면서 주택 가격이 폭락하고, 금융기관들은 줄줄이 파산하였다. 결국 연쇄적인 글로벌 금융 위기가 발생했다. 이에 팬톤은 모기지 사태 이후인 2010년 경기 회복의 조짐이 보이는 상황에서, 경기 회복에 대한 사람들의 희망을 반영하여 '올해의 컬러'를 '터코이즈(Turquoise)로 선정하였다. 이를 통하여 팬톤이 화장품, 인쇄, 출판, 영상, 디지털, 소비재 산업 등의 전반에 새로운 컬러 트렌드를 창조하는 것을 알 수 있다.
다음은 팬톤 사에서 선정한 역대 '올해의 색'이다.
2000년
Cerulean
Pantone 15-4020
#9BB7D4
2001년
Fuchsia Rose
Pantone 17-2031
#C74375
2002년
True Red
Pantone 19-1664
#BF1932
2003년
Aqua Sky
Pantone 14-4811
#7BC4C4
2004년
Tigerlily
Pantone 17-1456
#E2583E
2005년
Blue Turquoise
Pantone 15-5217
#53B0AE
2006년
Sand Dollar
Pantone 13-1106
#DECDBE
2007년
Chili Pepper
Pantone 19-1557
#9B1B30
2008년
Blue Iris
Pantone 18-3943
#5A5B9F
2009년
Mimosa
Pantone 14-0848
#F0C05A
2010년
Turquoise
Pantone 15-5519
#45B5AA
2011년
Honeysuckle
Pantone 18-2120
#D94F70
2012년
Tangerine Tango
Pantone 17-1463
#DD4124
2013년
Emerald
Pantone 17-5641
#009473
2014년
Radiant Orchid
Pantone 18-3224
#B163A3
2015년
Marsala
Pantone 18-1438
#955251
2016년
Rose Quartz
Pantone 13-1520
#F7CAC9
2016년
Serenity
Pantone 15-3913
#92A8D1
2017년
Greenery
Pantone 15-0343
#88B04B
2018년
Ultra Violet
Pantone 18-3838
#5F4B8B
2019년
Living Coral
Pantone 16-1546
#FF6F61
2020년
Classic Blue
Pantone 19-4052
#0F4C81

## 대표 컬러리스트
리트리스 아이즈먼
국제적인 색채 권위자이자 팬톤 색상 연구소의 상임이사이다. 또한, 와이즈먼 색채 정보 훈련 센터의 소장으로 다양한 업계의 색채 사용을 컨설팅한다.
그녀는 올해의 컬러의 기준을 '시대정신'이라고 언급했다. 이를테면 2016년 로즈 쿼츠와 세레니티가 올해의 색으로 선정된 이유는 “패션과 색채에 대한 성적 고정관념이 점차 모호해지고 있으며, 성 평등 및 색채의 자율성에 대한 사회적인 움직임을 이미 확인”했기 때문이고, 2015년에 선정된 와인빛의 마르살라는 “불황이 계속되면서 사람들이 낙천적이면서도 따뜻한 온기가 있는 컬러를 선호하게 됐다”는 이유라고 말했다.
대표 저서로 「팬톤 온 패션 : PANTONE on Fashion」과 「팬톤(Pantone) : 세계인의 마음을 사로잡은 컬러 디자인 여행」이 있다.

## 다른 브랜드와의 협업

### 국내 브랜드
• VDL(LG 생활건강) (2015-2017)
2017년: 2017년 올해의 색 Greenery를 주제로 'Vitality in Color'의 메시지를 담은 2017년 리미티드 에디션을 선보였다.
2016년: 2016년 올해의 색 Rose Quartz & Serenity를 주제로 'Wellness in Color'의 메시지를 담은 2016년 리미티드 에디션을 선보였다.
2015년: 'Intelligence in Color'의 메시지를 담은 2015년 리미티드 에디션을 선보였다.
• 노루페인트 (2015~현재)
팬톤과 노루페인트 두 회사의 콜라보레이션으로 '팬톤페인트' 브랜드 탄생. 2,600여 가지의 컬러가 있으며 팬톤의 컬러 매칭 솔루션 및 색상 측정 소프트웨어를 국내 독점으로 공급받아 정확한 팬톤 컬러를 구현해낸다.

### 해외 브랜드
- 화웨이 (2017): 스마트폰 제조업체 화웨이와 팬톤이 협업을 통해 차기 신제품에 최신 유행색을 적용하기로 하였다.[15]
- NIKE (2016): 2016년 올해의 색으로 선정된 팬톤 컬러 Rose Quartz, Serenity와 NIKE의 에어포스1 모델을 조합시킨 프로젝트.
- SEPHORA (2016): 미용 소매업의 선두 브랜드인 세포라와 팬톤 컬러 IQ가 전략적 협업을 통해 소비자에게 완벽한 파운데이션을 찾아주는 서비스를 시행했다.[16]
- STARBUCKS (2018): 다이어리

## 같이 보기
- 컬러 차트
- CMYK